# Konung Gustaf V:s Jubileumsfond

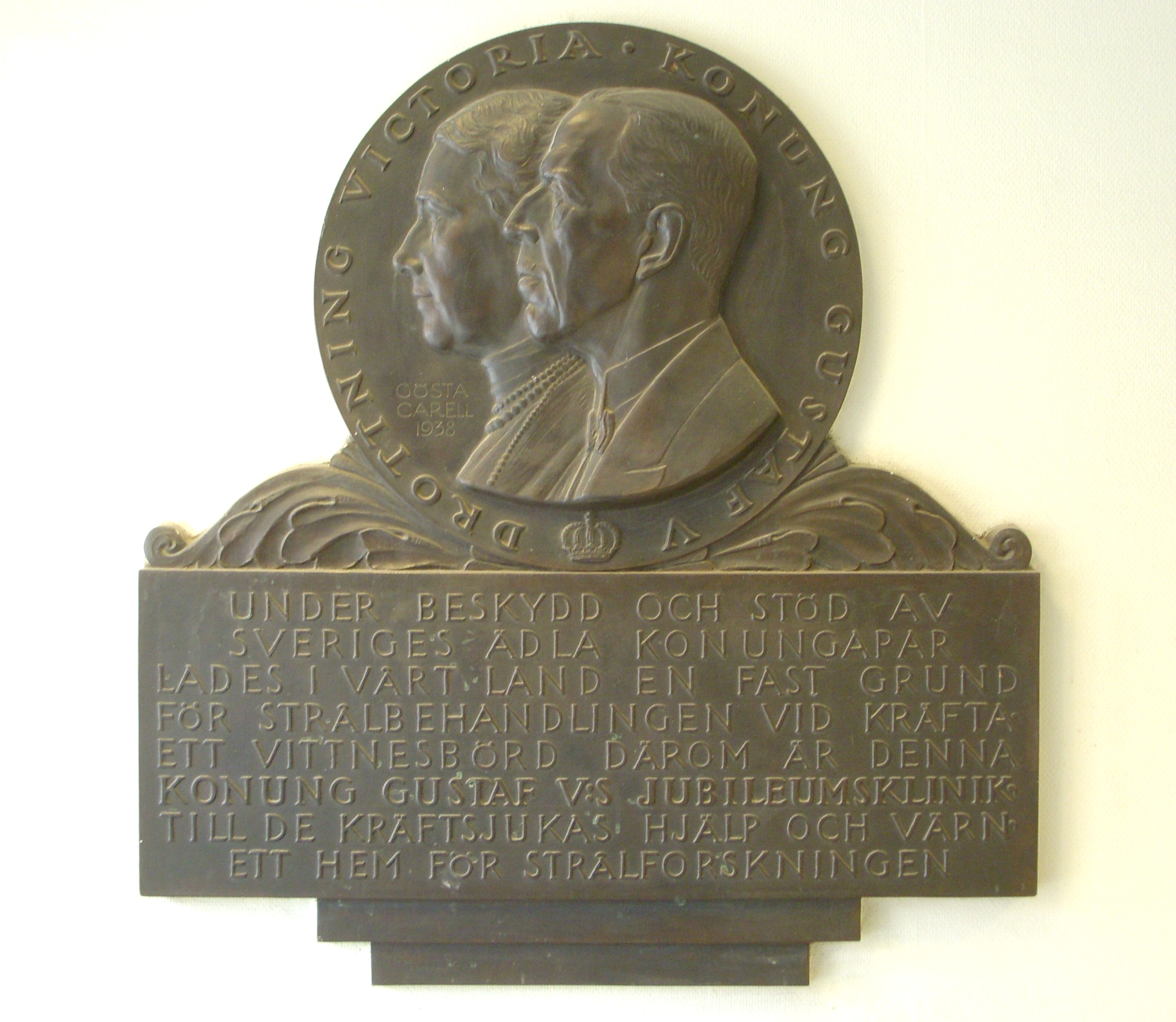
Jubileumsfondens minnestavla från 1938 i Radiumhemmet på Karolinska sjukhuset.

Konung Gustaf V:s Jubileumsfond  är en stiftelse som grundades 1928 genom en riksinsamling till Gustaf V:s 70-årsdag. Medlen har sedan dess används inom forskning och behandling av cancersjukdomar. Av "Jubileumsfondens" medel gick bidrag till nya cancerkliniker i Stockholm, Göteborg, Lund och Umeå. Konung Carl XVI Gustaf utser enligt stadgarna ordföranden i styrelsen samt 25 huvudmän för fem år i sänder.
För att hylla kung Gustaf V på hans 70-årsdag beslöt några statsråd, riksdagsmän och andra välkända personligheter att starta en riksinsamling, vars intäkter konungen fritt kunde förfoga över.  Så snart kungen hade fått kännedom om denna riksinsamling tillkännagav han att medlen skulle användas till "bekämpande av kräftsjukdomar inom vårt land samt till befrämjande av det vetenskapliga studiet av dessa sjukdomar".
Riksinsamlingens dubbla uppgift blev dels att hylla Gustaf V, dels att skaffa medel som skulle användas i kampen mot tumörsjukdomar. Insamlingen skedde bland annat genom försäljning av kuponger. Postverket gav ut jubileumsmärken och Televerket sålde jubileumsblanketter. Det hölls föredrag och media informerade. Insamlingen blev en stor framgång. Över 450 000 givare hade tillsammans samlat in 5 070 789 kronor (vilket motsvarar över 119 miljoner kronor år 2009)
Jubileumsgåvan överlämnades till Gustaf V i ett silverskrin på hans 70-årsdag den 16 juni 1928. Insamlingens resultat kallades Konung Gustaf V:s Jubileumsfond.  En kommitté fick kungens uppdrag att utarbeta förslag till riktlinjer och stadgar för jubileumsfondens verksamhet. 1929 stod det klart hur jubileumsfondens medel skulle användas. Det beslöts att det skulle byggas tre "jubileumskliniker", i Stockholm, Göteborg och Lund, och medel skulle reserveras för en framtida klinik i Norrland, som senare placerades i Umeå. Cirka 25 % av fondens medel skulle användas för inköp av radium (8 gram) till dessa kliniker.
Jubileumsfondens största satsning blev nya lokaler för Radiumhemmet i Stockholm samt två forskningsavdelningar: radiofysik och radiopatologi, som uppfördes 1938 inom den planerade nya universitetskliniken – Karolinska sjukhuset. En minnestavla i huvudentrén till Radiumhemmet med följande instription påminner om denna dag.
| ” | Under beskydd och stöd av Sveriges ädla konungapar lades i vårt land en fast grund för strålbehandlingen vid kräfta. Ett vittnesbörd därom är denna konung Gustav V:s Jubileumsklinik till de kräftsjukas hjälp och värn. Ett hem för strålforskningen. | „ |

### Fotnoter
1. ↑  Radiumhemmets forskningsfonder
2. ↑  Konung Gustaf V:s Jubileumsklinik (1988), s. 18
3. ↑  Konung Gustaf V:s Jubileumsklinik (1988), s. 19
4. ↑  Uppgift enligt Radiumhemmets forskningsfonder
5. ↑  Konung Gustaf V:s Jubileumsklinik (1988), s. 19-20